# Skeatia onusta
Skeatia onusta är en stekelart som först beskrevs av Walker 1860.  Skeatia onusta ingår i släktet Skeatia och familjen brokparasitsteklar. Inga underarter finns listade i Catalogue of Life.